# مقاومت بدون خشونت

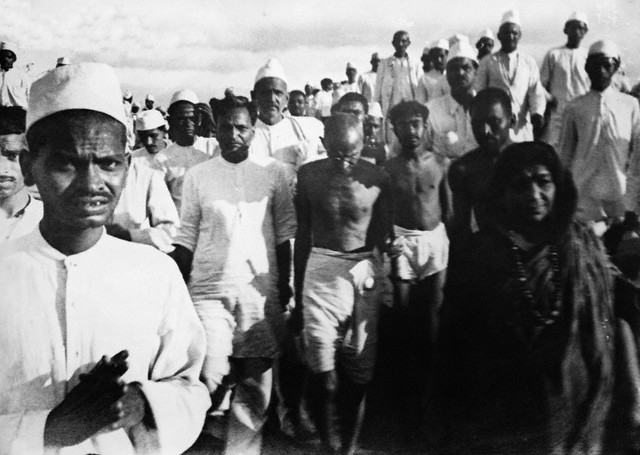
رژه نمک در ۱۲ مارس ۱۹۳۰

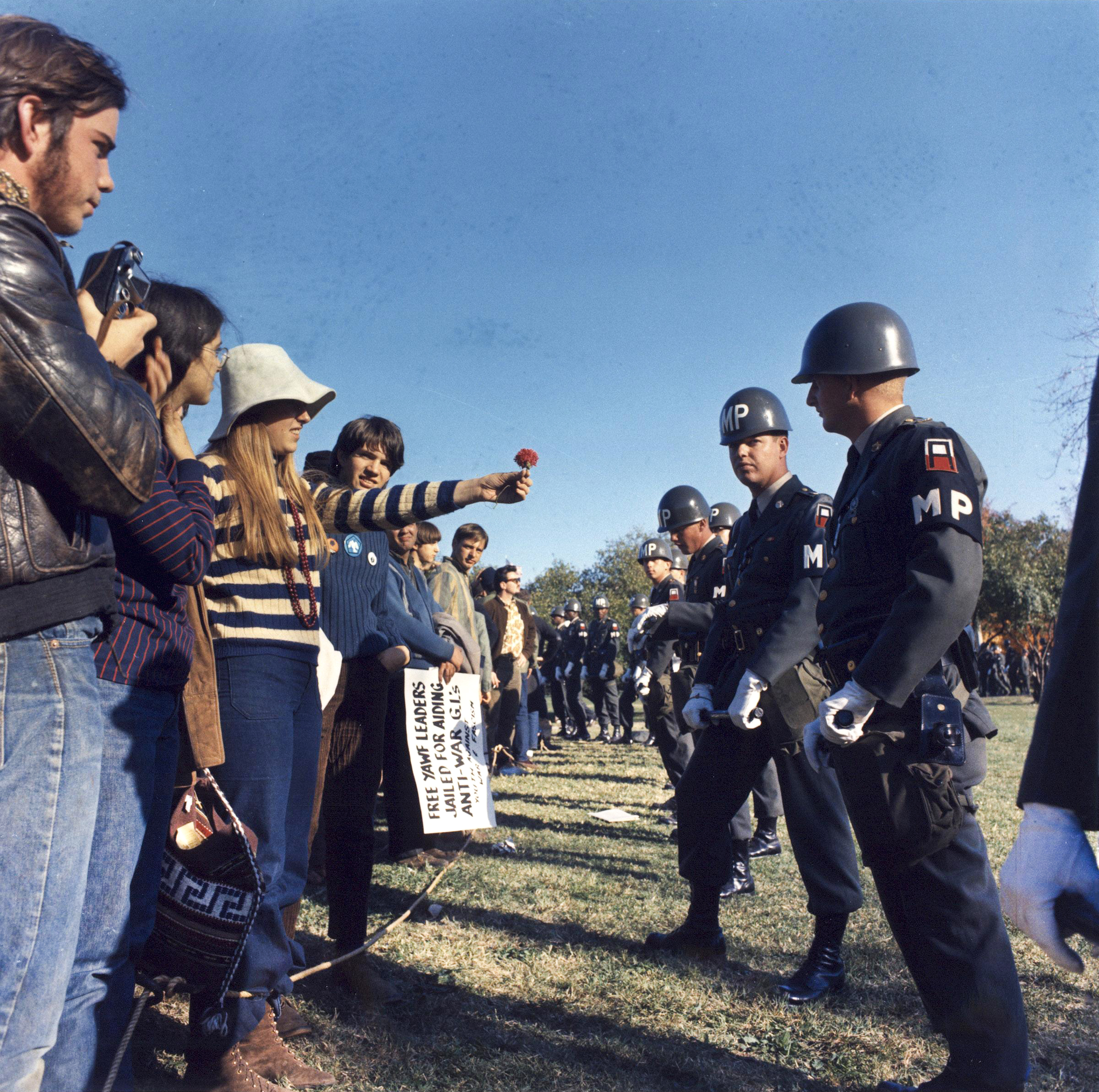
معترضان یک شاخه گل به پلیس نظامی می‌دهند. تظاهرات ضد جنگ ویتنام در آرلینگتون، ویرجینیا در ۲۱ اکتبر ۱۹۶۷

مقاومت بدون خشونت یا کنش بدون خشونت عمل دستیابی به اهداف از طریق تظاهرات نمادین، نافرمانی مدنی، عدم مشارکت اقتصادی و سیاسی و روش‌های دیگر، بدون استفاده از خشونت است. مقاومت بدون خشونت تا حد زیادی مترادف با مقاومت مدنی است. هرکدام از این واژه‌ها («مقاومت بدون خشونت» و «مقاومت مدنی») دارای برتری‌های خاص خود و دلالت‌های معنایی با اندکی تفاوت است، که به‌طور خلاصه در مدخل مقاومت مدنی بررسی می‌شود. فرم جدید از مقاومت بدون خشونت توسط مهاتما گاندی عمومیت یافت. او همچنین مؤثر بودن آن را در تلاش‌هایش برای به دست آوردن استقلال هند از بریتانیا به اثبات رسانید. او همچنین در اعتراضات مسالمت‌آمیز شرکت داشت.
از میان چهره‌های مطرح در حوزهٔ مقاومت بی‌خشونت می‌توان از مهاتما گاندی، مارتین لوتر کینگ، مایکل نگلر، مبارک عواض، آن سانگ سوجی، ادم میلیچینک، لئو تولستوی، آندره ساخاروف، جونیور، واسلاو هاول، جین شارپ و لخ والسا و… نام برد.
مثال‌های بسیاری در مقاومت‌های بی‌خشونت در سراسر جهان قابل تأمل و مطالعه هستند. از مقاومت مردم ایران در سال ۲۰۰۹ که به جنبش سبز معروف شد گرفته تا دیگر جنبش‌های مردم کشورهای دیگر در آمریکا، آرژانتین، فنلاند، هند، شیلی، برمه، و…
در سال ۲۰۰۶ رفتارشناس صلح جودیت هند یک راهبرد برای پایان بخشیدن به جنگ با استفاده از تاکتیک‌های بی‌خشونت ارائه کرد (یک آیندهٔ بدون جنگ: راهبرد برای‌گذار از جنگ). در ۲۱ اکتبر ۱۹۶۷، تظاهرکنندگان به نیروهای نظامی در یک گردهمایی اعتراضی درآرلینگتون ویرجینیا، گل دادند. از سال ۱۹۶۶ تا سال ۱۹۹۹ مقاومت مدنی بی‌خشونت نقش مهمی را درگذار ۵۰ دولت تمامیت‌خواه به دمکراسی ایفا کرده‌است.
مقاومت بی‌خشونت منجر به انقلاب گل رز در گرجستان (۲۰۰۳) و انقلاب نارنجی در اکراین (۲۰۰۴) شده‌است. از دیگر جنبش‌ها و مقاومت‌های بی‌خشونت می‌توان از انقلاب جین بلاروس و انقلاب یاس در تونس و مبارزهٔ مخالفان کوبا یاد کرد.
بسیاری از جنبش‌های ترویج فلسفهٔ عدم خشونت یا صلح‌دوستی، روش‌های صلح‌آمیز را به عنوان یک راه مؤثر برای رسیدن به اهداف اجتماعی و سیاسی خود اتخاذ کرده‌اند. آن‌ها از تاکتیک‌های مقاومت بی‌خشونت بهره می‌جستند مانند: جنگ اطلاعات، برپایی اعتصاب، بیدار (با سکوت در روز یا شب)، اعلامیه پخش کردن، دست‌نویسی شعارها و اعلامیه‌ها، کپی کردن سخنرانی‌ها و نوارهای صوتی، اعتراض از طریق هنر شامل تئاترهای خیابانی، موسیقی و شعر اعتراض، آموزش جامعه و ارتقاء سطح آگاهی، لابی، مقاومت در برابر مالیات، نافرمانی مدنی، تحریم، درگیری حقوقی یا دیپلماتیک، خودداری از پرداخت مالیات، خودداری از دریافت جوایز و افتخارات، و اعتصاب عمومی. کنش بی‌خشونت با غیر منفعل بودن و مداخله برای برقراری صلح تفاوت دارد.

## تاریخ مقاومت بدون خشونت
| زمان                   | مکان                                               | نوشتار اصلی | خلاصه | منابع                                     |
| ---------------------- | -------------------------------------------------- | --- | --- | ----------------------------------------- |
| پیش از میلاد ۳۹۱–۴۷۰   | چین                                                | موهیسم | یک مکتب فلسفی مخالف با جنگ است. با وجود این‌که آن‌ها در دوران سیاست‌های مبتنی بر جنگاوری زندگی می‌کردند اما دانش دژسازی را پروردند. |                                           |
| حوالی میلاد مسیح ۲۶–۳۶ | یهودیه                                             | پونتیوس پیلاطس | قوم یهود در قیصریه به تظاهرات پرداختند تا شاید بتوانند پونتیوس پیلاطس را متقاعد کنند که قوانین و موازین رومی را اجرا نکند. آن‌ها تصاویری از امپراطوری روم و عقاب ژوپیتر را در اورشلیم در دست داشتند. هر دو تصویر از دید یهودیان مذهبی نشانهٔ بت‌پرستی به‌شمار می‌رفت. پونتیوس، یهودیان معترض را محاصره و تهدید به مرگ کرد. اما آن‌ها گفتند ترجیح می‌دهیم بمیرم تا این‌که شاهد این باشیم که قوانین تورات نقض می‌شود. |                                           |
| قبل از ۱۵۰۰–۱۸۳۵       | جزایر چاتهام، نیوزلاند                             | موریوری | موریوری شاخه‌ای از مائوری نیوزلند بودند که در جزایر چاتهام ساکن شده‌بودند و در نهایت به شکار و گردآوری آذوقه روی آورده بودند. فقدان منابع و جمعیت اندک موجب شده بود که جنگ‌های متداول به صلاح نباشد؛ بنابراین رسم بر این شد که کشمکش‌ها را به نحو غیر خشونت‌آمیز و عرفی حل کنند. به خاطر همین سنت بدون خشونت کل این جمعیت دوهزار نفری در سال ۱۸۳۵ که نهصد مائوری به این جزیره حمله کردند، کشته یا غارت شدند. | [ ۱ ] [ ۲ ] [ ۳ ]                         |
| ۱۸۱۹                   | انگلستان                                           | قتل‌عام پترلو | در شمال انگلستان، قحطی و بیکاری مزمن، همراه با عدم حق رأی منجر به تظاهرات صلح‌آمیز جمعیتی حدود ۶۰٬۰۰۰–۸۰٬۰۰۰ نفر شد که در میان تظاهرکنندگان زنان و کودکان هم بودند. تظاهرات با شعار «منع هرگونه سلاح اعم از دفاعی یا تهاجمی» سازمان یافته‌بود. همچنین شعار «ما مسلح به هیچ سلاحی جز سلاح وجدان خود ساخته (مرضیه) نیستیم» تبلیغ می‌شد. سواره نظام با شمشیرهای کشیده به میان مردم تاخت و در این کشاکش ۱۵ نفر کشته شدند و ۴۰۰ تا ۷۰۰ نفر مجروح شدند. روزنامه‌ها ترس و وحشت را به تصویر کشیدند و پرسی شلی به تمجید مقاومت بی خشونت در شعر «نقاب هرج و مرج» پرداخت. به هر صورت دولت بریتانیا اصلاحات را با تصویب لایحه‌ای که به «شش مصوبه» معروف شد، سرکوب کرد. |                                           |
| ۱۸۳۴–۳۸                | ترینیداد                                           | پایان برده‌داری در ترینیداد | در سال ۱۸۳۳ پادشاهی متحد بریتانیای کبیر و ایرلند، و پیرو آن قدرت استعماری در ترینیداد آزادی قریب‌الوقوع کل بردگان را تا سال ۱۸۴۰ اعلام کرد. در سال ۱۸۳۴ درحالی که فرماندار در ستاد فرمانداری مشغول سخنرانی دربارهٔ قوانین جدید بود، گروهی غیر مسلح از سیاه‌پوستان که عموماً مسن هم بودند شروع به سر دادن شعار کردند: شش سال نه؛ شش سال نه. این اعتراض باعث شد که صدای فرماندار در صدای آن‌ها گم شود. این اعتراضات مسالمت‌آمیز تا صدور قطعنامه‌ای برای لغو کار پادویی و دستیابی به آزادی بالفعل ادامه داشت. | [ ۴ ] [ ۵ ]                               |
| ۱۸۳۸                   | آمریکا                                             | حذف چروکی | قبیلهٔ چروکی از به رسمیت شناختن معاهدهٔ جعلی اکوتای جدید سر باز زد؛ بنابراین آن‌ها کالاها و دام‌های خود را نفروختند و بارشان را برای مهاجرت به غرب نبستند تا این‌که سربازان آمدند و به زور آن‌ها را مجبور به مهاجرت کردند. این ماجرا به نحو غم‌انگیزی به اشک‌های قبیلهٔ چروکی ختم شد. |                                           |
| ۱۸۴۹–۱۸۶۷              | امپراتوری هابسبورگ                                 | مقاومت منفعلانه | در انقلاب شکست خوردهٔ مجارستان در سال ۱۸۴۸، مجارها تلاش کردند که دوباره استقلال‌شان را به دست بیاورند. آن‌ها از امپراطوری اتریش تنها به دلیل کمک امپراطوری روسیه شکست خورده بودند. بعد از آن، امپراطوری در تلاش برای حل مشکل، اصلاحاتی در قانون اساسی به وجود آورد اما در این کار موفقیتی حاصل نشد. مقاومت مردم در حفظ روحیه و امیدشان کارگر افتاد آن هم در مجارستانی که با اتریش ترکیب شده بود و شاخصهٔ آن روزهایش اقدامات تلافی‌جویانه علیه مخالفان سیاسی، حکومت نظامی، استبداد، سانسور و کنترل مستقیم از وین بود. مردم با دقت از هرگونه تنش سیاسی یا نقد پرهیز کردند و به‌طور جدی روی مسائلی ملی که جنبهٔ سیاسی نداشتند متمرکز شدند. از جملهٔ این مسائل ملی غیر سیاسی می‌توان به استفاده از زبان مجاری، گسترش اقتصاد مجارستان و حمایت از آکادمی علوم مجارستان اشاره کرد. |                                           |
| ۱۸۹۴–۱۸۶۰              | نیوزلاند                                           | تاینی-وایکاتو | پادشاه مائوری تاهایو(Tāwhiao) منع کرد که وایکاتوها (Waikato) از خشونت در برابر استعمار بریتانیا استفاده کنند برای نمونه در سال ۱۸۸۱ گفت باید کشتن مردان متوقف شود، تخریب زمین‌ها نیز باید متوقف شود. او می‌گفت که من اسلحه خود را دفن می‌کنم و آن هیچگاه از زیر خاک بیرون نخواهد آمد… با این کار وایکاتوها(Waikato) آرام شدندو اجازه نداد که در آن زمان خون‌ریزی به وجود آید. این برای وایکاتو ها(Waikato)الهام بخش بود چنان‌که آن‌ها از جنگ جهانی اول اعراض کردند. درپاسخ حکومت وقت خدمت اجباری سربازی را برای مردم تاینی-وایکاتو (Tainui-Waikato) ضروری کرداما آن‌ها به مقاومت ادامه دادند. سربازان وظیفه مجازات سختی را متحمل شدند اما به نیروی نظامی و ارتش ملحق نشدند. در طول دوره جنگ هیچ سرباز تاینویی(Tainui)به خارج فرستاده نشد. | [ ۶ ]                                     |
| ۱۸۷۹–۱۸۸۰              | نیوزلاند                                           | پریهاکا | روستای مائوری پریهاکا (Parihaka) تبدیل به مرکزی شد که مبارزات مقاومت منفعلانه می‌کرد علیه اروپایی‌ها که زمین‌های مصادر شده را در این منطقه اشغال کرده بودند. بیش از ۴۰۰ نفر از پیروان پیامبرتی واتی او رومنگومی(Te Whiti o Rongomai) بدون محاکمه دستگیر و حبس شدند. احکام آن‌ها تا ۱۶ماه بخاطر شخم زدن زمین و نصب نرده برای اموالشان صادر شد. حدوداً دوهزار از ساکنان در برابر یورش سربازان مسلح و تخریب روستا واکنشی نشان ندادند. | [ ۷ ] [ ۸ ]                               |
| ۱۸۵۰–۱۸۶۷              | مجارستان                                           | ملی‌گرایان مجارستان | . ملی‌گرایان مجارستانی، به رهبری فرانسیس دیک، بر علیه حکومت اتریش به مقاومت خشونت‌پرهیزانه پرداختند، سر انجام در چهارچوب فدراسیون اتریش-مجارستان به خودگردانی برای مجارستان دست یافتند |                                           |
| ۱۹۰۵–۱۹۰۶              | روسیه                                              | اعتصابهای فراگیر | در روسیه، روستاییان، کارگران، دانش‌آموزان، و روشنفکران دست به اعتصاب‌های فراگیر و دیگر شکل‌های مبارزهٔ خشونت‌پرهیز زدند، و تزار را وادار به ایجاد مجلس قانونگذاری منتخب مردم کردند.. |                                           |
| ۱۹۰۸–۱۹۶۲              | ساموآ                                              | جنبش مائو | جنبشی مسالمت‌آمیز برای استقلال از استعمار در اوایل قرن بیستم. | [ ۹ ] [ ۱۰ ]                              |
| ۱۹۱۹. ۲٫۸, ۳٫۱         | کره جنوبی                                          | جنبش اول مارس | این جنبش الهام‌بخش جنبش مقاومت مهاتما گاندی و بسیاری از جنبش‌های آسیایی دیگر بود. | [ ۱۱ ]                                    |
| ۱۹۱۹–۲۲                | مصر                                                | انقلاب ۱۹۱۹ مصر | انقلابی فراگیر ضد اشغال مصر توسط بریتانیا بود. در ادامهٔ تبعید سعد زغلول و اعضای دیگر حزب وفد به دستور بریتانیا، در سال ۱۹۱۹ قشرها مختلف مردم مصر دست به انقلاب زدند. این حرکت در سال ۱۹۲۲ به استقلال مصر انجامید و قانون اساسی جدیدی در سال ۱۹۲۳ نگاشته شد. |                                           |
| ۱۹۱۹–۲۱                | ایرلند                                             | عدم مشارکت ایرلندی | در خلال جنگ ایرلند برای استقلالش، ملی‌گرایان ایرلندی از روش‌های بدون خشونت زیادی استفاده کردند تا بتوانند در مقابل حکومت بریتانیا مقاومت کنند. از جملهٔ آن روش‌ها می‌توان از عدم شرکت در انتخابات نجلس، عدم پرداخت مالیات و ایجاد دولت‌های محلی، پلیس و دادگاه‌های جایگزین سخن گفت. | [ ۱۲ ]                                    |
| ۱۹۱۹ تا حال            | فلسطین                                             | Mubarak Awad انتفاضه اول انتفاضه سوم | مردم فلسطین و اسرائیل و شهروندان خارجی تلاش کردند تا دیده‌بانی غیرنظامی سازمان‌دهی کنند تا فعالیت‌های نیروهای دفاعی اسرائیل را در کرانه باختری رود اردن و نوار غزه تحت نظر قرار دهد. برپایی اردوگاه‌های صلح و مقاومت بدون خشونت استراتژیک در برابر ساخت شهرک‌های یهودی‌نشین و ساخت دیوار امنیتی اسرائیل، همواره به عنوان تاکتیک‌های فلسطینیان اتخاذ می‌شود. ساکنان فلسطینی روستای بیت ساحور هم در طول انتفاضه اول با نپرداختن مالیات دست به اعتصاب زدند. |                                           |
| ۱۹۲۰–۱۹۲۲              | هند بریتانیایی                                     | Non-cooperation movement | جنبش‌های سراسری مردم هند به رهبری ماهاتما گاندی و کنگره ملی هند که شامل نافرمانی‌های مدنی و مقاومت بدون خشونت می‌شد. علاوه بر این که این جنبش‌ها استقلال هند را به ارمغان آورد، جایگاه اجتماعی کاست نجس‌ها را هم بهبود داد. |                                           |
| ۱۹۲۳                   | آلمان                                              | اشغال روهر | فرانسه برای نادیده گرفتن غرامات جنگی آلمان بعد از جنگ جهانی اول، به درهٔ روهر که مرکز تولید آهن، فولاد و زغال‌سنگ بود حمله کرد. اشغال روهر در ابتدا با کمپینی از مقاومت منفعلانهٔ مردمی روبرو شد. |                                           |
| ۱۹۳۰–۱۹۳۴              | هند بریتانیایی                                     | رژه نمک | مقاومت بدون خشونتی که توسط ماهاتما گاندی و کنگرهٔ ملی هند رهبری می‌شد و مشخصهٔ آن نپرداختن مالیات‌های تحمیلی انگلیس، بایکوت کالاهای ساخت انگلیس و اعتصاب‌های گسترده بود. |                                           |
| ۱۹۳۳–۱۹۴۵              | آلمان                                              | مقاومت آلمان | در خلال جنگ جهانی دوم، گروه‌های کوچک و تک‌افتاده‌ای به وجود آمدند که با تکنیک‌های غیر خشونت‌آمیز در مقابل نازی ایستادند. رز سفید و کلیسای اعترافی از جملهٔ این گروه‌ها بودند. |                                           |
| ۱۹۴۰–۱۹۴۳              | دانمارک                                            | Danish resistance movement | در خلال جنگ جهانی دوم، پس از حملهٔ ارتش آلمان نازی، دولت دانمارک سیاست رسمی همکاری (و به‌طور غیررسمی سیاست کارشکنانه) را اتخاذ کرد که به آن «مذاکرهٔ اعتراضی» می‌گفتند؛ سیاستی که دانمارکی‌ها با آغوش باز از آن استقبال کردند عبارت بود از تولید آهسته، برگزاری باشکوه جشن‌های فرهنگی و تاریخی دانمارک و باتلاق بروکراتیک. |                                           |
| ۱۹۴۰–۱۹۴۵              | نروژ                                               | Norwegian resistance movement | در طول جنگ جهانی دوم، نافرمانی‌های مدنی مردم نروژ عبارت بود از: جلوگیری از جذب عضو نازی در دستگاه آموزشی نروژ، توزیع روزنامه‌های غیرقانونی و حفظ فاصلهٔ اجتماعی با سربازان نازی. |                                           |
| ۱۹۴۲                   | هند بریتانیایی                                     | هند را ترک کنید | جنبش هند را ترک کنید یا جنبش اوت مجموعه‌ای از نافرمانی‌های مدنی بود که در اوت ۱۹۴۲ در پاسخ به فراخوان گاندی برای استقلال سریع هند انجام شد. |                                           |
| ۱۹۴۵–۱۹۷۱              | آفریقای جنوبی                                      | Defiance Campaign Internal resistance to South African apartheid | کنگره ملی آفریقا و گروه‌های متحد ضدآپارتاید در ابتدا سیاست مقاومت بدون خشونت را در مقابل دولت‌های تبعیض نژادی و آپارتاید در آفریقای جنوبی در پیش گرفتند. |                                           |
| ۱۹۴۶–۱۹۵۸              | Territory of Hawaii                                | Hawaii Democratic Revolution of 1954 | بعد از جنگ جهانی دوم، اعتصاب‌های گسترده‌ای توسط کارگران تهی‌دست در برابر نابرابری‌های نژادی و اقتصادی آغاز شد. در سال ۱۹۵۴ اعضای جنبش بیشتر کرسی‌های دولت را در دست گرفتند و ایالت هاوایی در سال ۱۹۵۹ تأسیس شد. |                                           |
| ۱۹۵۵–۱۹۶۸              | آمریکا                                             | African-American Civil Rights Movement [[[جنبش مدنی شیکاگو]] اعتراضات گسترده در آمریکا | تاکتیک مقاومت‌های غیرخشونت‌آمیز مانند تحریم اتوبوس‌ها، تحصن و تظاهرات گسترده مردم در جنبش حقوق مدنی آمریکا بکاربرده می‌شد. این جنبش در تغییر قوانین سرانجا موفق شد. قوانین تبعیض‌آمیزی چون اینکه باید قسمت سیاهان از سفیدها در اتوبوس جدا باشد یا حتی محل نوشیدن نوشابه سیاهان از سفیدها در رستوران باید جدا باشد.. | [ ۱۳ ] [ ۱۴ ]                             |
| ۱۹۵۷ تا حال            | آمریکا                                             | کمیته برای کنش بدون خشونت | مقاومت بدون خشونت علیه زرادخانه هسته‌ای آمریکا با عنوان جنبش پالوشر یکی ازمهترین مبارزه در این زمینه است. این جنبش متشکل از کشیشان کاتولیکی چون و بود. اولین اقدامات این جنبش در… و پنسیلوانیا در طول پاییز ۱۹۸۰ آغاز شد و تاکنون بیش از هفتاد کنش از این قبیل رخ داده‌است. | [ ۱۵ ] [ ۱۶ ] [ ۱۷ ]                      |
| ۱۹۵۹ تا حال            | کوبا                                               | Cuban opposition since 1959 | فعالان خشونت‌گریز بسیاری در مخالفت با رژیم استبدادی کوبا سر برافراشته‌اند. از جملهٔ آن‌ها می‌توان به پدرو لوئیس بویتل (۱۹۳۱–۱۹۷۲)، گیرمو فاریناس (ال کوکو) و خورخه لوئیس گارسیا پرز را برشمرد که همگی دست به اعتصاب غذا زدند. | [ ۱۸ ] [ ۱۹ ] [ ۲۰ ]                      |
| ۱۱ فوریه ۱۹۶۷          | آمریکا                                             | لس‌آنجلس Black Cat Protest(1), Homosexual Bar and Site of Civil Resistance to Heightened اداره پلیس لس‌آنجلس (LAPD) Raids against Homosexual Establishments throughout the City, especially in the Homosexual Quarter known as Sunset Junction(2) District/East Hollywood An Historic Cultural Monument, لس‌آنجلس، recognized as a site of Peaceful Civil Resistance in the struggle for Homosexual Civil Rights in the ایالات متحده آمریکا. The standoff is significant in that it occurred a year prior to the 1968 شورش‌های استون‌وال in نیویورک. The Stonewall Bar in the دهکده گرینویچ section of منهتن was listed to the اداره ملی ثبت اماکن تاریخی in 2001. | A tense standoff and potential riot between Hundreds of LAPD riot gear-laden police officers, who were determined to quell the swelling crowds that exceeded four hundred homosexual citizens, was averted after a last minute plea from then new Governor رونالد ریگان، via an openly gay Republican Judicial Appointee who acted as a personal envoy of the Governor to LAPD Commanders at the site of the standoff, was accepted, and a stand down order given which ordered the hundreds of اداره پلیس لس‌آنجلس officers present to cease and desist from further unprovoked harassment of homosexuals in لس‌آنجلس for decades. The plea was successfully communicated and accepted by the LAPD hierarchy, and represented the first time that a stand down order was given by the LAPD, and was the last time until 2001, that the اداره پلیس لس‌آنجلس would engage in raiding an establishment, or public assembly of homosexuals in Los Angeles for decades. The hundreds who gathered to peacefully protest raids perceived as unwarranted, and often violent, against LGBT meeting sites in Los Angeles, observed a success in the struggle for همجنس‌گرایی حقوق مدنی و سیاسی. | [ ۲۱ ] [ ۲۲ ] [ ۲۳ ]                      |
| ۱۹۶۸                   | سراسر دنیا                                         | Protests of 1968 | اعتراضاتی که در سال ۱۹۶۸ خروشید، عموماً توسط دانشجویان رهبری می‌شد. در سراسر دنیا دانشگاه‌ها خطوط مقدم نزاع برای تغییرات اجتماعی بود. در حالی که مخالفت با جنگ ویتنام بخش اعظم اعتراضات را به خود اختصاص داده بود، دانشجویان در راستای آزادی مدنی اعتراضاتشان را در نفی نژادپرستی و دفاع از فمینیسم ادامه می‌دادند. همچنین، سرچشمه‌های جنبش اکولوژی را در این سال می‌توان در مخالفت‌هایی که با جنگ‌افزارهای هسته‌ای و بیولوژیک انجام می‌گرفت، جستجو کرد. | [ ۲۴ ]                                    |
| ۱۹۶۸                   | چکسلواکی                                           | بهار پراگ | در طول حملهٔ اعضای پیمان ورشو به چکسلواکی در سال ۱۹۶۸، مردم چکسلواکی اعتراضشان را به سلب حق حاکمیتِ خود با مقاومتی انفعالی نشان دادند. ساختمان‌ها با گل‌ها و پرچم‌ها و شعارهایی مثل «یک فیل نمی‌تواند جوجه‌تیغی را قورت دهد» تزیین شد؛ تابلوهای کنار جاده طوری رنگ‌آمیزی شد که سربازان روس را به «مسکو» راهنمایی می‌کردند و اندوختهٔ آب مهاجمین به طرز مشکوکی خالی شد که همهٔ این‌ها باعث شد سربازان روس امیدشان را از دست بدهند. |                                           |
| ۱۹۷۰–۱۹۸۱              | فرانسه                                             | لارزاک | کشاورزان محلی از جمله ژوزه بوه و حامیان دیگر آن‌ها از جمله لانسا دل واستو با مقاومتی بدون خشونت به گسترش پایگاه نظامی اعتراض کردند. بعد از ۱۰ سال مقاومت، گسترش نیروهای نظامی در این منطقه لغو شد. |                                           |
| ۱۹۷۹                   | ایران                                              | انقلاب ایران | انقلاب ایران که «انقلاب اسلامی» هم نامیده می‌شود، به حوادثی اشاره دارد که در سال ۱۳۵۷ خورشیدی به سرنگونی محمدرضا پهلوی و نظام شاهنشاهی ایران انجامید. | [ ۲۶ ]                                    |
| ۱۹۸۰ تا حال            | لهستان                                             | اتحادیه همبستگی سولیدارنوشج جایگزین نارنجی | اتحادیه همبستگی سولیدارنوشج، جنبش اجتماعی ضد کمونیست گسترده‌ای بود که اعضای آن را طیف گسترده‌ای از افراد وابسته به کلیسای کاتولیک تا چپهای ضد کمونیست تشکیل می‌دادند. این اتحادیه حامیِ پرهیز از خشونت در میان اعضایش بود. علاوه بر این، جنبش جایگزین نارنجی راه حل دیگری را برای مخالفت با رژیم استبدادی به طیف گسترده‌تری از مردم نشان می‌داد. این جنبش با استفاده از مؤلفه‌هایی پوچ و بی‌معنا به اعتراضی صلح‌آمیز دست می‌زد. | [ ۲۷ ] [ ۲۸ ] [ ۲۹ ]                      |
| ۱۹۸۶                   | فیلیپین                                            | People Power Revolution | یک سری تظاهرات گستردهٔ خیابانی بدون خشونت که فردیناند مارکوس را سرنگون کرد و کرازون آکینو را به قدرت نشاند. پس از انتخاباتی که توسط کنفرانس اسقف‌های کاتولیک فیلیپین محکوم شده‌بود، بیش از دو میلیون فیلیپینی در اعتراض به نقض حقوق بشر، تقلب در انتخابات، فسادهای سیاسی گسترده و دیگر سوءاستفاده‌های رژیم مارکوس دست به تظاهرات زدند. رنگ زرد تم غالب بود که با کرازون آکینو و همسرش بنینو آکینو که سه سال پیشتر ترور شده بود پیوند خورده بود. |                                           |
| ۱۹۸۷–۱۹۹۰              | کشورهای حوزهٔ دریای بالتیک (لتونی، لیتوانی، استونی) | Singing Revolution | چرخه‌ای از تظاهرات توده‌ای همراه با آواز در کشورهای حوزهٔ دریای بالتیک. این جنبش در نهایت توانست ۴٬۰۰۰٬۰۰۰ نفر را که سرودها و آوازهای ملی‌شان را می‌خواندند دور هم جمع کند. خواندن سرودها و آوازهای ملی در طول سال‌هایی که کشورهای حوزهٔ دریای بالتیک تحت اشغال شوروی بودند، ممنوع شده بود. در سال‌های بعد، مردم با تشکیل سپر انسانی در مقابل تانک‌های شوروی از ایستگاه رادیو و تلویزیون دفاع کردند و در نهایت بدون خونریزی، استقلال استونی، لتونی و لیتوانی را باز پس گرفتند. | [ ۳۰ ]                                    |
| ۱۹۸۹                   | چکسلواکی                                           | انقلاب مخملی | |                                           |
| ۱۹۸۹–۱۹۹۰              | آلمان شرقی                                         | Monday demonstrations in East Germany | تظاهرات دوشنبه در آلمان شرقی طی سال‌های ۱۹۸۹ و ۱۹۹۰، مجموعه‌ای از اعتراضات سیاسی صلح‌آمیز بر علیه حاکمیت اقتدارگرای جمهوری دمکراتیک آلمان بود که هر دوشنبه انجام می‌شد. |                                           |
| ۱۹۹۰–۱۹۹۱              | آذربایجان شوروی                                    | ژانویه سیاه | ژانویهٔ سیاه یا شنبهٔ سیاه به سرکوب خونین جنبش استقلال‌خواهی آذربایجان، به دست ارتش سرخ گفته می‌شود. تجمع‌کنندگان در اعتراض به خشونت‌های قومی، خواستار سرنگونی مقامات کمونیستی و استقلال آذربایجان از اتحاد جماهیر شوروی بودند. |                                           |
| ۲۰۰۰                   | صربستان                                            | اتپر! | اُتپر! به معنای مقاومت!، جنش مدنی جوانان صربستان بود که از ۱۹۹۸ تا ۲۰۰۳ ادامه داشت و مبارزهٔ بدون خشونت را در مقابل رژیم اسلوبودان میلوشویچ، منش رفتاری خود می‌دانست. در طول دو سال مبارزهٔ بدون خشونت علیه میلوشویچ، اتپر در سراسر صربستان گسترش یافت و بیش از ۷۰٬۰۰۰ نفر را جذب خود کرد. اتپر به دلیل نقشی که در سرنگونی اسلوبودان میلوشویچ در ۵ اکتبر ۲۰۰۰ ایفا کرد، در تاریخ صربستان شناخته می‌شود. |                                           |
| ۲۰۰۳                   | لیبریا                                             | فعالیت توده‌ای زنان لیبریا برای صلح | این جنبش صلح که با آواز خواندن و دعای زنان در یک مغازهٔ ماهی فروشی شروع شده بود، در سال ۲۰۰۳ به دومین جنگ مردمی لیبریا ختم شد. |                                           |
| ۲۰۰۴–۲۰۰۵              | اسرائیل                                            | طرح متارکه یک‌جانبه | معترضان به طرح متارکهٔ یک‌جانبهٔ اسرائیل در سال ۲۰۰۴ با اقداماتی بدون خشونت به خروج قریب‌الوقوع ساکنان یهودی نوار غزه و کرانهٔ باختری رود اردن اعتراض کردند. آن‌ها با مسدود کردن تقاطع‌ها ترافیک‌های سنگین ایجاد کردند که در سراسر اسرائیل تأخیر ایجاد می‌کرد. با وجودی که هشدارهای این اقدام از قبل به پلیس اسرائیل داده شده بود، اما باز کردن مسیرهای تردد پرترافیک بسیار دشوار بود. در نهایت حدود ۴۰۰ نفر از معترضان بازداشت شدند که بعضی از آن‌ها نوجوان بودند. این اقدامات در زمانی که اسرائیل آمادهٔ متارکه و قطع دسترسی به نوار غزه بود بیشتر برنامه‌ریزی می‌شد. در هر حال تعداد زیادی از ساکنان و حامیان آن‌ها در مقابل متارکه به‌طور خشونت‌پرهیزی مقاومت کردند. |                                           |
| ۲۰۰۴–۲۰۰۵              | اکراین                                             | انقلاب نارنجی | مجموعه‌ای از اعتراضات و رویدادهای سیاسی که بلافاصله بعد از انتخابات ریاست جمهوری در اکراین اتفاق افتاد. درستی این انتخابات با فسادهای گستردهٔ مالی، ارعاب و تهدید رای‌دهندگان و تقلب مستقیم خدشه‌دار شده بود. در سراسر کشور تحصن و اعتصاب عمومی توسط جنبش‌هایی سازمان می‌یافتند و انقلاب دمکراتیک با مجموعه‌ای از نافرمانی‌های مدنی نمود پیدا کرد. |                                           |
| ۲۰۰۵                   | لبنان                                              | Cedar Revolution | زنجیره‌ای از تظاهرات در لبنان و به ویژه در پایتخت آن، بیروت، که در ادامهٔ ترور نخست‌وزیر پیشین لبنان، رفیق حریری در ۱۴ فوریه ۲۰۰۵ به وقوع پیوست. |                                           |
| ۲۰۱۰                   | اسراییل-حکومت خودگردان فلسطین                      | اعتراض فلسطینیان در کرانه باختری | انتفاضه سفید از کرانه باختری و شرق بیت‌المقدس آغاز شد. اعتراضات هفتگی فلسطینیان که با مرکز اطلاعت اسرائیلی برای حقوق بشر در سرزمین‌های اشغالی(B'Tselem) همراه بود. علاوه بر این، اسرائیل‌های دانشگاهی و دانشجویان به نیروهای امنیتی و کسانی که در سرزمین‌های اشغالی ساکن بودند اعتراض می‌کردند. اتحادیه اروپا از طریق مسئول سیاست خارجیش کاترین اشتون، به اسرائیل برای سرکوب این جنبش مسالمت‌آمیز انتقاد کرده‌است و او عمیقاً نگرانی خود را از دستگیری عبدالله ابو Rahmeh اعلام کرد. شده‌اند وجود دارد در میان معترضان کشته شدند و فعالان صلح آمریکایی به سرش ضربه وارد شد و ضربه مغزی شد. | [ ۳۱ ] [ ۳۲ ] [ ۳۳ ] [ ۳۴ ] [ ۳۵ ] [ ۳۶ ] |
| ۲۰۱۱                   | تونس                                               | انقلاب تونس | سلسله‌ای از تظاهرات خیابانی در اعتراض به بیکاری و فساد دولتی در تونس. تظاهرات با خودسوزی سبزی‌فروشِ جوانی به نام محمد بوعزیزی آغاز شد و در مدت حدود یک ماه به برکناری زین‌العابدین بن علی انجامید. این اتفاقات به «انقلاب یاس» هم معروف است. |                                           |
| ۲۰۱۱                   | مصر                                                | انقلاب مصر (۲۰۱۱) | مجموعه‌ای از راهپیمایی‌ها، اعتراضات و نافرمانی‌های مدنی است که از ۲۵ ژانویه ۲۰۱۱ (۵ بهمن ۱۳۸۹) در کشور مصر آغاز شد و به استعفای حسنی مبارک در ۱۱ فوریه ۲۰۱۱ و ایجاد حکومتی نظامی در کشور منجر شد. |                                           |
| ۲۰۱۱                   | آمریکا                                             | جنبش اشغال وال استریت | |                                           |
| ۲۰۰۹                   | ایران                                              | جنبش سبز | جنبش اعتراضی مردم ایران که در پی انتخابات ریاست جمهوری ۲۲ خرداد ۱۳۸۸ و با شعار «رای من کو» آغاز و به «جنبش سبز» شهرت یافت را می‌توان سرفصلی تازه از مبارزات بی خشونت در تاریخ معاصر ایران برشمرد. مبارزاتی بی بدیل، با بدنه‌ای متکثر و مبتنی بر آموزه‌ها و تکنولوژی‌های نوین ارتباطی، که پیش از این مورد توجه جنبش‌های اجتماعی و سیاسی ایرانیان قرار نگرفته بود. جنبشی که در بطن خود، تکثر را به رسمیت شناخته و می‌کوشد با اتکا به اصول مبارزات بی خشونت، تغییری در ساختار قدرت ایجاد و بستر تحول سیاسی و اجتماعی به شیوه مسالمت‌آمیز و عاری از خشونت را مهیا کند. |                                           |

|